# Distrito de Nishitsugaru
El distrito de Nishitsugaru (西津軽郡 Nishitsugaru-gun?) es un distrito localizado en la prefectura de Aomori, Japón. En junio de 2019 tenía una población de 16 685 habitantes y una densidad de población de 20,1 personas por kilómetro cuadrado. Su área total es de 831,98 km².

## Localidades
- Ajigasawa
- Fukaura